# Niederstriegis
Niederstriegis è una frazione della città tedesca di Roßwein, nel Land della Sassonia.

## Storia
Il 1º gennaio 2013 il comune di Niederstriegis venne soppresso e aggregato alla città di Roßwein.